# Viviane Gosset
Pour les articles homonymes, voir Gosset.
Viviane Gosset (Viviane, Jeanne, Valentine Gosset) est une actrice française née à Issy-les-Moulineaux (Hauts-de-Seine) le 12 juillet 1908 et morte à Joigny (Yonne) le 21 septembre 1996.

## Filmographie

### Cinéma
- 1932 : Plein gaz de Nico Lek - moyen métrage -
- 1936 : 27, rue de la Paix de Richard Pottier
- 1936 : Avec le sourire de Maurice Tourneur - Suzy Dorfeuil
- 1943 : Fou d'amour de Paul Mesnier - Noémie
- 1945 : Le Mystère Saint-Val de René Le Hénaff - Suzy de Saint-Val
- 1949 : Les Joyeux conscrits (La Bataille du feu) de Maurice de Canonge
- 1953 : Les Amours finissent à l'aube de Henri Calef
- 1955 : Mademoiselle de Paris de Walter Kapps
- 1955 : Les Grandes Manœuvres de René Clair - La colonelle
- 1955 : Les Duraton de André Berthomieu
- 1957 : À pied, à cheval et en voiture de Maurice Delbez - Mme Lambert
- 1959 : Babette s'en va-t-en guerre de Christian-Jaque - La duchesse Hélène de Crécy
- 1963 : Les Vierges de Jean-Pierre Mocky
- 1965 : La Nuit des adieux de Jean Dréville et Isaac Michalovitch Menaker
- 1971 : Camille ou la comédie catastrophique de Claude Miller - moyen métrage - Charlotte, la mère
- 1972 : Quelque part, quelqu'un de Yannick Bellon
- 1977 : L'apprenti salaud de Michel Deville - La mère d'Antoine
- 1977 : Le passé simple de Michel Drach
- 1978 : Freddy de Robert Thomas - La baronne de Berg
- 1979 : Laisse-moi rêver de Robert Ménégoz - Mme Henriette

### Télévision
- 1959 : Coquin de printemps d'André Leroux
- 1963 : Commandant X - épisode : Le dossier Elisabeth Grenier de Jean-Paul Carrère
- 1970-1978 : Au théâtre ce soir :
  - Dix petits nègres (1970) d'Agatha Christie, mise en scène Raymond Gérôme, réalisation Pierre Sabbagh, Théâtre Marigny
  - La Corde (1971) de Patrick Hamilton, mise en scène Raymond Gérôme, réalisation Pierre Sabbagh, Théâtre Marigny
  - La Facture (1975) de Françoise Dorin, mise en scène Jacques Charon, réalisation Pierre Sabbagh, Théâtre Édouard VII
  - Ce soir à Samarcande (1978) de Jacques Deval, mise en scène Raymond Gérôme, réalisation Pierre Sabbagh, Théâtre Marigny
- 1974 : Un curé de choc (26 épisodes de 13 minutes) de Philippe Arnal
- 1976 : Les Brigades du Tigre, épisode L'homme à la casquette de Victor Vicas
- 1977 : Minichronique de René Goscinny et Jean-Marie Coldefy, épisode Moments de gloire
- 1977 : Recherche dans l'intérêt des familles de Philippe Arnal
- 1978 : Les Brigades du Tigre, épisode Les Demoiselles du Vésinet de Victor Vicas
- 1983 : Les Nouvelles Brigades du Tigre de Victor Vicas, épisode Lacs et entrelacs de Victor Vicas

## Théâtre
- 1944 : Clochemerle opérette de Raymond Souplex, d’après le roman de Gabriel Chevallier, musique de Fernand Warms, 11 mars 1944 au Théâtre Moncey[1]
- 1949 : L'Amant de Bornéo de Roger Ferdinand et José Germain, Théâtre Daunou
- 1956 : Les Trois messieurs de Bois-Guillaume de Louis Verneuil, mise en scène Christian-Gérard, Théâtre des Célestins
- 1960 : Madame, je vous aime de Serge Veber, mise en scène Guy Lauzin, Théâtre Daunou
- 1961 : Le Cheval chinois d'Armando Curcio, Théâtre Charles de Rochefort
- 1965 : Enquête à l'italienne de Jacques de La Forterie, mise en scène Daniel Crouet, Théâtre Gramont
- 1976 : Le Jardin de craie d'Enid Bagnold, mise en scène Raymond Gérôme,   Théâtre Hébertot